# Sidsel Meineche Hansen
Sidsel Meineche Hansen (født 1981) er en dansk kunster, som bor i London. Hun er uddannet på Kunstakademiet i København, hvorefter hun fortsatte sin uddannelse på Städelschule i Frankfurt og færdiggjorde sin master på Center for Research Architecture på Goldsmiths, University of London. Hun er nuværende professor på Det Jyske Kunstakademi og har undervist på Royal College of Art i London og Det Fynske Kunstakademi. Hun arbejder med udstillinger, publikationer og seminarer, og hun fokuserer gennem sin kunst på kroppens industrielle kompleks.